# Thị trấn vắng mình tôi
Boku dake ga Inai Machi (僕だけがいない街 tạm dịch là Thị trấn nơi chỉ có mình tôi lưu lạc, được viết tắt là BokuMachi (僕街)) là một bộ truyện tranh Nhật Bản được viết và minh họa bởi Sanbe Kei. Truyện được đăng theo kỳ trên tạp chí Kadokawa Shoten Young Ace của Kadokawa Shoten từ ngày 4 tháng 6 năm 2012 đến ngày 4 tháng 3 năm 2016. IPM phát hành truyện tại Việt Nam vào năm 2022. Một bộ phim hoạt hình chuyển thể bởi A-1 Pictures được phát sóng trên khung giờ Noitamina của kênh Fuji TV từ ngày 8 tháng 1 năm 2016 đến ngày 25 tháng 3 năm 2016. Một bộ phim người đóng đã được phát hành vào ngày 19 tháng 3 năm 2016. Một loạt phim truyền hình người đóng đã được Netflix phát hành vào ngày 15 tháng 12 năm 2017.
Một bộ manga spin-off kể về cuộc sống của những người bạn của Satoru đã được xuất bản từ ngày 4 tháng 6 năm 2016 đến ngày 4 tháng 11 năm 2016. Một bộ tiểu thuyết spin-off của tác giả Ninomae Hajime đã được phát hành trên tạp chí Bungei Kadokawa của Kadokawa từ tháng 11 năm 2015 đến tháng 3 năm 2016.

## Cốt truyện
Câu chuyện kể về Fujinuma Satoru, một chàng trai trẻ sống ở Chiba, người bằng cách nào đó sở hữu một năng lực đặc biệt gọi là "Hồi sinh", khiến anh quay ngược thời gian trước khi xảy ra sự cố đe dọa đến tính mạng, cho phép anh ngăn chặn điều đó xảy ra lần nữa. Khi mẹ anh bị sát hại bởi một kẻ sát nhân vô danh trong chính ngôi nhà của mình, khả năng của Satoru đột nhiên đưa anh trở lại quá khứ mười tám năm về trước.
Anh một lần nữa trở về thời học sinh tiểu học ở Hokkaido, điều này không chỉ cho anh cơ hội cứu mẹ mà còn ngăn chặn một vụ bắt cóc cướp đi mạng sống của ba người bạn thời thơ ấu của anh; hai bạn cùng lớp và một cô gái trẻ đang học tại một trường khác gần đó.

## Nhân vật
Fujinuma Satoru (藤沼 悟)

Bốn nhân vật chính của BokuMachi (từ trái sang phải): Katagiri Airi, Hinazuki Kayo, Fujinuma Sachiko và Fujinuma Satoru (29 tuổi) (Ảnh nền)

Lồng tiếng bởi: Mitsushima Shinnosuke (trưởng thành), Tsuchiya Tao (thiếu nhi) (tiếng Nhật), Ben Diskin (trưởng thành), Michelle Ruff (tiểu học) (tiếng Anh)
Đóng bởi: Fujiwara Tatsuya (trưởng thành, phim điện ảnh), Nakagawa Tsubasa (tiểu học, phim điện ảnh), Furukawa Yuki (trưởng thành, drama), Uchikawa Reo (tiểu học, drama)
Satoru là một mangaka 29 tuổi, đồng thời làm việc bán thời gian với công việc giao hàng tại Oasi Pizza. Nhiều năm trước khi anh vẫn còn là một đứa trẻ, cha anh đã bỏ gia đình mà đi. Vì điều đó mà anh phải sống trong gia đình mẹ đơn thân. Anh sở hữu một năng lực mà anh gọi là "Hồi sinh", có thể đưa anh trở lại một thời điểm trước khi một sự cố đe dọa đến tính mạng xảy ra và cho phép anh ngăn chặn nó.
Katagiri Airi (片桐 愛梨)
Lồng tiếng bởi: Akasaki Chinatsu (tiếng Nhật), Cherami Leigh (tiếng Anh)
Đóng bởi: Arimura Kasumi (điện ảnh), Yūki Mio (drama)
Airi là một học sinh trung học và là đồng nghiệp thân thiện của Satoru tại Oasi Pizza. Cô trở nên gắn bó với anh khi cô chứng kiến những điều kỳ lạ như khi anh cứu được mọi người khỏi những tình huống đe dọa đến tính mạng nhất định.
Hinazuki Kayo (雛月 加代)
Lồng tiếng bởi: Yūki Aoi (tiếng Nhật), Stephanie Sheh (tiếng Anh)
Đóng bởi: Suzuki Rio (điện ảnh), Kakihara Rinka (drama)
Kayo là một trong những bạn học thời tiểu học của Satoru và là một trong những nạn nhân ban đầu của vụ bắt cóc hàng loạt xảy ra cách đây 18 năm.
Fujinuma Sachiko (藤沼 佐知子)
Lồng tiếng bởi: Takayama Minami (tiếng Nhật), Sara Cravens (tiếng Anh)
Đóng bởi: Ishida Yuriko (điện ảnh); Kurotani Tomoka (drama)
Sachiko là mẹ của Satoru và là một cựu phát thanh viên. Chồng cô đã rời bỏ gia đình từ nhiều năm trước khiến cô phải tự mình nuôi Satoru. Cô sở hữu một đôi mắt sắc sảo và nhanh chóng quan sát mọi bất thường.
Kobayashi Ken'ya (小林 賢也)
Lồng tiếng bởi: Taichi Yō, Emoto Tasuku (trưởng thành)Ep. 11 credits (tiếng Nhật), Erica Mendez, Xander Mobus (trưởng thành) (tiếng Anh)
Đóng bởi: Fukushi Seiji (điện ảnh); Shirasu Jin (drama)
Kenya là một trong những bạn học tiểu học của Satoru, người có ý thức mạnh mẽ về công lý và rất chín chắn so với bạn đồng trang lứa với những lựa chọn thông minh của mình. Cậu/Anh là một trạng sư đầy tham vọng với một con mắt sắc sảo.
Sugita Hiromi (杉田 広美)
Lồng tiếng bởi: Kitō Akari, Tamaru Atsushi (trưởng thành)Ep. 11 credits (tiếng Nhật), Christine Marie Cabanos, Kyle McCarley (trưởng thành) (tiếng Anh)
Đóng bởi: Jyo Kairi
Hiromi là một trong những bạn học tiểu học của Satoru có vẻ nữ tính mặc dù cậu là con trai. Cậu là một trong những nạn nhân ban đầu của vụ án bắt cóc hàng loạt.
Osamu (修)
Lồng tiếng bởi: Nanase Ayaka (tiếng Nhật), Ryan Bartley (tiếng Anh)
Osamu là một trong những bạn học tiểu học của Satoru.
Kazu (カズ)
Lồng tiếng bởi: Kikuchi Yukitoshi (tiếng Nhật), Bobby Thong (tiếng Anh)
Kazu là một trong những bạn học tiểu học của Satoru. Chiều cao và cân nặng của cậu vượt xa những người bạn còn lại của Satoru và thường cố gắng để trở nên "nam tính".
Nakanishi Aya (中西 彩)
Lồng tiếng bởi: Kaneko Sayaka Ep. 10 credits (tiếng Nhật), Corina Boettger (tiếng Anh)
Aya là một học sinh theo học tại Trường tiểu học Izumi và là một trong những nạn nhân ban đầu của vụ bắt cóc hàng loạt.
Shiratori Jun (白鳥 潤)
Lồng tiếng bởi: Mizushima Takahiro (tiếng Nhật), Max Mittelman (tiếng Anh)
Đóng bởi: Hayashi Kento (điện ảnh); Yano Masato (drama)
Jun là một nhân viên giao hàng mắc chứng nói lắp, sống ở quê nhà của Satoru và thường bắt chuyện với những học sinh cô độc xung quanh nhà. Anh và Satoru thường chơi với máy bay giấy. Bởi vì anh hay khuyên những đứa trẻ cô đơn hãy "can đảm" hơn và kết bạn nhiều hơn nên anh còn có biệt danh là "Yuuki", có nghĩa là sự can đảm. Ở thời điểm gốc, anh bị cáo buộc là kẻ bắt cóc hàng loạt và bị tử hình oan sai. Tuy nhiên, Satoru đã quay ngược thời gian và chặn đứng thành công âm mưu của kẻ bắt cóc thật sự. Nhờ vậy mà không có một vụ án nào xảy ra và anh có thể sống một cuộc đời bình thường.
Yashiro Gaku (八代 学)
Lồng tiếng bởi: Miyamoto Mitsuru (tiếng Nhật), David Collins (tiếng Anh)
Đóng bởi: Totsugi Shigeyuki
Gaku là giáo viên chủ nhiệm của Satoru khi còn bé và có vẻ bề ngoài của một người cha dễ gần. Tuy vậy, ông vẫn có những biểu hiện rất mờ ám.
Hinazuki Akemi (雛月 明美)
Lồng tiếng bởi: Okamura AkemiEp. 3 credits (tiếng Nhật), Carrie Keranen (tiếng Anh)
Đóng bởi: Ando Tamae (điện ảnh); Eguchi Noriko (drama)
Akemi là mẹ của Kayo, bà thường xuyên ngược đãi, bạo hành cô.
Yanagihara Misato (柳原 美里)
Lồng tiếng bởi: Kino HinaEp. 2 credits (tiếng Nhật), Mela Lee (tiếng Anh)
Misato là bạn học khác của Satoru. Cô rất ghét Kayo và thường kiếm chuyện bắt nạt cô bé.
Kumi (久美)
Lồng tiếng bởi: Uyama ReikaEp. 11 credits
Đóng bởi: Ando Miyu
Kumi là một bệnh nhân chín tuổi bị bệnh bạch cầu.

## Phương tiện truyền thông

### Manga
Bộ manga gốc, được viết bởi Sanbe Kei, đã được chuyển tiếp trên tạp chí Young Ace của Kadokawa Shoten từ số tháng 7 năm 2012 (ngày chuyển tiếp: ngày 4 tháng 6 năm 2012) cho đến số tháng 4 năm 2016 (ngày chuyển tiếp: ngày 4 tháng 3 năm 2016). Tập tankōbon đầu tiên được phát hành tại Nhật Bản vào ngày 26 tháng 1 năm 2013, với tám tập được xuất bản vào ngày 27 tháng 4 năm 2016. Bộ truyện được cấp phép bởi Yen Press, người đã phát hành tập đầu tiên vào tháng 2 năm 2017. Các ấn bản bìa cứng của Yen Press kết hợp hai trong số các tập gốc cho mỗi cuốn sách, trong khi các ấn bản ebook của chúng khớp với cách đánh số tập gốc. Bộ truyện được cấp phép tại Pháp bởi Ki-oon. Sanbe đã viết một bộ truyện tranh ăn khách có tựa đề Boku dake ga Inai Machi: Re, được xuất bản ở Young Ace từ ngày 4 tháng 6 năm 2016 đến ngày 4 tháng 11 năm 2016.

#### Danh sách tập manga
| - 01. "Life Flashing Before Your Eyes, May 2006" (走馬灯 2006.05 Sōmatō 2006.05) - 02. "Death Row Convict, May 2006" (死刑囚 2006.05 Shikeishū 2006.05) - 03. "Grim Reaper, May 2006" (死神 2006.05 Shinigami 2006.05) | - 04. "Attempted Kidnapping, May 2006" (誘拐未遂 2006.05 Yūkai-mizui 2006.05) - 05. "The True Culprit, May 2006" (真犯人 2006.05 Shinhanin 2006.05) - 06. "Fugitive, February 1988" (逃亡者 1988.02 Tōbōsha 1988.02) |

| - 07. "Lost Time, February 1988" (失われた時間 1988.02 Ushinawareta Jikan 1988.02) - 08. "The Town Within Me, February 1988" (私だけがいない街 1988.02 Watashi dake ga Inai Machi 1988.02) - 09. "The Beginning of Failure, February 1988" (失敗の始まり 1988.02 Shippai no Hajimari 1988.02) | - 10. "Christmas Tree, February 1988" (クリスマスツリー 1988.02 Kurisumasu Tsurī 1988.02) - 11. "Repeated Scene, February 1988" (くり返す光景 1988.02 Kurikaesu Kōkei 1988.02) - 12. "Birthday Party, March 1988" (バースデー・パーティー 1988.03 Bāsudē Pātī 1988.3) |

| - 13. "Whiteout, March 1988" (ホワイトアウト 1988.03 Howaitoauto 1988.03) - 14. "Under Siege, May 2006" (四面楚歌 2006.05 Shimensoka 2006.05) - 15. "I Want to Believe, May 2006" (信じたい 2006.05 Shinjitai 2006.05) | - 16. "Mother, May 2006" (母親 2006.05 Hahaoya 2006.05) - 17. "Slight Clue, May 2006" (僅かな手がかり 2006.05 Wazukana Tegakari 2006.05) - 18. "Time for Farewell, May 2006" (別れの時 2006.05 Wakare no Toki 2006.05) |

| - 19. "Last Chance, February 1988" (ラストチャンス 1988.02 Rasuto Chansu 1988.02) - 20. "Superhero, February 1988" (正義の味方 1988.02 Seigi no Mikata 1988.02) - 21. "Hiding Place, March 1988" (隠れ家 1988.03 Kakurega 1988.03) | - 22. "Refuge, March 1988" (カクレガ 1988.03 Kakurega 1988.03) - 23. "Going Outside the Loop, March 1988" (輪の外へ 1988.03 Wa no Soto e 1988.03) - 24. "Mother and Mother, March 1988" (母と母と 1988.03 Haha to Haha to 1988.03) |

| - 25. "'Back Then' Doesn't Exist Anymore, March 1988" (「あの頃」はもう無い 1988.03 "Ano Koro" wa Mō Nai 1988.03) - 26. "Miscarriage of Justice, March 1988" (冤罪事件 1988.03 Enzai Jiken 1988.03) - 27. "Abduction, March 1988" (誘拐の条件 1988.03 Yūkai no Jōken 1988.03) | - 28. "Welcome Home, March 1988" (おかえりなさい 1988.03 Okaerinasai 1988.03) - 29. "I'll Be Right Beside You, March 1988" (すぐ側にいる 1988.03 Sugusoba ni Iru 1988.03) - 30. "Hunch, March 1988" (確信めいた予感 1988.03 Kakushin-meita Yokan 1988.03) |

| - 31. "Defeat, March 1988" (敗北 1988.03 Haiboku 1988.03) - 32. "The Spider's Thread, October 1971 – April 1987" (蜘蛛の糸 1971.10～1987.04 Kumo no Ito 1971.10–1987.04) - 33. "Waking, August 2003" (目覚め 2003.08 Mezame 2003.08) | - 34. "The Locked Door, August 2003 – February 2004" (閉ざされた扉 2003.08～2004.02 Tozasareta Tobira 2003.08–2004.02) - 35. "The Key, April 2004" (鍵 2004.04 Kagi 2004.04) |

| - 36. "Starting Point, May 2005" (始まりの地点 2005.05 Hajimari no Chiten 2005.05) - 37. "Footsteps, July 2005" (足音 2005.07 Ashioto 2005.07) - 38. "Courage, August 2005" (勇気 2005.08 Yūki 2005.08) | - 39. "Airi, August 2005" (愛梨 2005.08 Airi 2005.08) - 40. "The Anticipated Future, August 2005" (待ち焦がれた未来 2005.08 Machikogareta Mirai 2005.08) |

| - 41. "I've Kept You Waiting, August 2005" (待たせたね 2005.08 Mataseta ne 2005.08) - 42. "Target, August 2005" (目標 2005.08 Mokuhyō 2005.08) | - 43. "Confession, August 2005" (告白 2005.08 Kokuhaku 2005.08) - 44. "The Town Without Me, January 2012" (僕だけがいない街 2012.01 Boku dake ga Inai Machi 2012.01) |

### Anime
Một bộ phim truyền hình anime được sản xuất bởi A-1 Pictures được phát sóng trên chương trình Noitamina của Fuji TV từ ngày 8 tháng 1 đến ngày 25 tháng 3 năm 2016 và được mô phỏng trên Crunchyroll, Daisuki, Funimation và AnimeLab. Bộ truyện được đạo diễn bởi Tomohiko Itō và được viết bởi Taku Kishimoto, với thiết kế nhân vật của Keigo Sasaki. Chủ đề mở đầu là "Re: Re:" của Asian Kung-Fu Generation, trong khi chủ đề kết thúc là "Sore wa Chiisana Hikari no Youna" (それは小さな光のような It's Like a Small Light) của Sayuri. Bộ anime được cấp phép ở Bắc Mỹ bởi Aniplex của Mỹ, ở Úc bởi Madman Entertainment và ở Vương quốc Anh bởi Anime Limited. Aniplex of America tuyên bố rằng bộ truyện sẽ nhận được bản lồng tiếng Anh vào tháng 5 năm 2016. Bộ phim được mô phỏng ở một số quốc gia ở Đông Nam Á với phụ đề tiếng Anh trên Aniplus Asia và có sẵn để phát trực tuyến trên Iflix ở Malaysia, Thái Lan, Philippines, Indonesia, Sri Lanka và Brunei với phụ đề tiếng Anh.

#### Danh sách tập anime
| Tập | Tiêu đề                               | Biên kịch        | Đạo diễn        | Ngày phát sóng           |
| --- | ------------------------------------- | ---------------- | --------------- | ------------------------ |
| 1 | "Con phố không tôi" "Sōmatō" (走馬灯) | Ishii Toshimasa  | Kishimoto Taku  | Ngày 8 tháng 1 năm 2016  |
| Vào năm 2006, Fujinuma Satoru là một mangaka 29 tuổi, thỉnh thoảng anh gặp một hiện tượng mà anh gọi là "Hồi sinh", một năng lực cho phép anh được gửi trở về ngay tại thời khắc sinh tử trong quá khứ giúp ích anh rất nhiều trong việc cứu vớt sinh mạng của người khác. Anh sử dụng năng lực này để cứu một cậu bé khỏi một chiếc xe tải gây tai nạn rồi bỏ trốn, cứu một người tài xế đã chết vì đau tim, mặc dù phải nhập viện trong vài ngày. Katagiri Airi, một người đồng nghiệp đã chứng kiến và ca ngợi Satoru vì những nỗ lực cứu sống của anh. Một ngày, Satoru được mẹ anh, Sachiko đến thăm và kể cho anh về một sự cố cách đây 18 năm. Một người trưởng thành tên là Shiratori "Yuuki" Jun, người mà Satoru rất tin cậy đã bị bắt vì cáo buộc là thủ phạm của vụ bắt cóc và giết một số bạn cùng lớp của mình. Ngày hôm sau, khi Satoru trải qua một đợt "Hồi sinh" khác, Sachiko có vẻ lưu ý đến một người đàn ông dường như đang cố bắt cóc một đứa trẻ. Nhìn vào vấn đề, Sachiko suy luận rằng người đàn ông đó chính là kẻ bắt cóc và giết người thực sự từ 18 năm trước nhưng trước khi bà có thể thông báo cho Satoru, bà đã bị giết tại nhà của Satoru. Ngay khi Satoru phát hiện ra thi thể của Sachiko và bị buộc tội giết bà, năng lực của anh đã gửi anh về tận năm 1988, khi anh vẫn còn là một học sinh tiểu học 10 tuổi. |                                       |                  |                 |                          |
| 2 | "Tay trong tay" "Tenohira" (掌)       | Ishii Toshimasa  | Kishimoto Taku  | Ngày 15 tháng 1 năm 2016 |
| Khi Satoru trở nên hoang mang với tình huống mà anh gặp phải, anh cũng cảm thấy thấy dễ chịu khi có thể gặp lại mẹ mình. Nhận ra việc được "Hồi sinh" gửi về giai đoạn này có liên quan đến vụ giết người trong tương lai của Sachiko, Satoru chú ý đến Hinazuki Kayo, một trong những bạn học của anh đã bị giết bởi kẻ bắt cóc hàng loạt, nhận ra một vết bầm tím trên chân cô. Theo đề nghị của người bạn Kobayashi Kenya, Satoru đọc một bài luận được viết bởi Kayo, nó gợi một chút manh mối về cuộc sống gia đình đầy sóng gió của cô. Để hiểu hiểu Kayo hơn, Satoru quyết định mời cô đến bữa tiệc sinh nhật của anh với hy vọng sẽ thay đổi tương lai để cô bé không bị giết. |                                       |                  |                 |                          |
| 3 | "Vết chàm" "Aza" (痣)                 | Shikama Takahiro | Yasunaga Yutaka | Ngày 22 tháng 1 năm 2016 |
| Trong một cuộc đua trượt băng với một bạn cùng lớp, Satoru đã cố tình thua để mọi nỗ lực thay đổi tương lai không trở nên vô nghĩa, đồng thời chọc giận bạn cùng lớp và làm cho Kayo thất vọng. Sau khi biết rằng sinh nhật của Kayo cùng ngày với anh, ngày 2 tháng 3, Satoru suy luận rằng cô sẽ bị bắt cóc vào ngày 1 tháng 3, vì vụ bắt cóc là vào tháng 3 nhưng trước ngày sinh nhật của cô. Satoru dành thời gian cho Yuuki, vẫn tin rằng anh không phải là kẻ bắt cóc. Sau đó, Satoru tìm thấy Kayo bị đánh đập trong một nhà kho, nhận thức được đầy đủ hành vi ngược đãi trẻ em của mẹ cô, bà Akemi. Ngày hôm sau, Satoru nói chuyện với giáo viên của mình, Yashiro Gaku, ông đã giải thích về việc ông nghi ngờ Akemi lạm dụng gần một năm nhưng không thể tìm thấy bằng chứng để kết tội bà. Sau đó, Satoru đứng lên bảo vệ Kayo khi cô bị buộc tội ăn cắp tiền ăn trưa của lớp trước khi đưa cô lên một ngọn núi để cho cô xem một cây thông "Giáng sinh" phủ đầy tuyết. |                                       |                  |                 |                          |
| 4 | "Thành quả" "Tassei" (達成)           | Watada Shinya    | Kishimoto Taku  | Ngày 29 tháng 1 năm 2016 |
| Với sự giúp đỡ từ Sachiko, Satoru tìm cách mời Kayo đi chơi với bà ở trung tâm khoa học địa phương. Trong chuyến đi chơi, Satoru có cảm giác déjà vu, trở nên lo lắng rằng mọi thứ có vẻ đang lặp lại. Sau ngày 1 tháng 3, thời điểm xác định là Kayo sẽ biến mất đã trôi qua mà không có biến cố, cả Satoru và Kayo đều có thể tổ chức sinh nhật vào ngày hôm sau, Satoru tự tin rằng anh đã xoay xở để thay đổi lịch sử. Tuy nhiên, ngày hôm sau, Satoru bị sốc khi thấy Kayo không đến trường. |                                       |                  |                 |                          |
| 5 | "Nghỉ ngơi" "Tōbō" (逃亡)             | Hoshino Makoto   | Kishimoto Taku  | Ngày 5 tháng 2 năm 2016  |
| Khi Satoru trở nên tức giận vì anh không thể tạo ra sự khác biệt về sự mất tích của Kayo, một nữ sinh khác đã mất tích vài ngày sau đó. Sau khi chứng kiến Akemi vứt bỏ đồ đạc của Kayo, Satoru đột nhiên thấy mình trở lại vào năm 2006, vẫn còn nghi ngờ về vụ giết người của Sachiko và buộc phải chạy trốn khỏi cảnh sát. Satoru sớm bắt gặp Airi, người tin rằng anh vô tội và để anh ở nhà cô, nơi anh biết được chi tiết về sự mất tích của Kayo đã thay đổi một chút vì hành động của anh. Ngày hôm sau, khi Satoru điều tra hết mức có thể, Airi ngăn người quản lý của cô báo Satoru cho cảnh sát. Tối hôm đó, sau khi giúp Satoru trốn ở nơi khác, Airi nhận được tin nhắn từ điện thoại của Sachiko trước khi bị mắc kẹt trong một vụ cháy nhà. |                                       |                  |                 |                          |
| 6 | "Tử thần" "Shinigami" (死神)          | Mori Daiki       | Kishimoto Taku  | Ngày 12 tháng 2 năm 2016 |
| Đi ngang qua ngôi nhà đang cháy, Satoru lao vào giải cứu Airi, người đã nhét điện thoại vào túi trước khi người quản lý tiếp quản cuộc giải cứu. Tìm thấy tin nhắn còn lại trên điện thoại của Airi, Satoru gọi một số điện thoại mà Sachiko đã bỏ lại, sắp xếp một cuộc gặp với một nhà báo quen biết của cô tên Sawada. Sawada nói với Satoru về cuộc gọi điện thoại cuối cùng anh nhận được từ Sachiko, trong đó cô tuyên bố sẽ biết ai là kẻ bắt cóc thực sự nhưng không thể nói với anh trước khi cô bị giết. Anh cũng giải thích các chi tiết được báo cáo xung quanh cái chết của Kayo, nhận thấy các khung thông tin của Yuuki khớp với một vụ bắt cóc khác ở một thị trấn gần đó và suy ra kẻ bắt cóc thực sự là kẻ đã giết Sachiko. Trong khi Satoru tìm kiếm những phát hiện của Sawada về vụ bắt cóc, bao gồm cả danh sách các nghi phạm trước đó, Sawada đến bệnh viện để gặp Airi, chỉ để phát hiện ra rằng mẹ cô đã đổi chỗ cho cô để cô có thể chứng minh sự vô tội của Satoru. Airi gặp Satoru, thông báo cho anh về một người đàn ông bí ẩn tên Nishizono, người có thể chịu trách nhiệm về vụ cháy, nhưng cảnh sát đến và bắt giữ Satoru. Khi anh bị bắt đi, Satoru phát hiện ra người đàn ông mà anh nhìn thấy rời khỏi căn hộ của mình vào đêm sát hại Sachiko.                                                                  |                                       |                  |                 |                          |
| 7 | "Mất kiểm soát" "Bōsō" (暴走)         | Ishii Toshimasa  | Yasunaga Yutaka | Ngày 19 tháng 2 năm 2016 |
| Quyết tâm không để mọi thứ kết thúc như vậy, Satoru đã kích hoạt thành công "Hồi sinh" của mình thông qua sức mạnh tinh thần, đưa anh trở lại vào ngày 28 tháng 2 năm 1988. Trong giờ học ngày hôm sau, Kenya gặp Satoru để bàn về tình cảnh của Kayo ở nhà, thừa nhận rằng cậu đã biết về tình trạng đó một thời gian và đồng ý trợ giúp. Sau bữa tiệc sinh nhật vào ngày 2 tháng 3, Satoru ném một hòn đá qua cửa sổ của Yuuki để dụ cảnh sát tới, hòng tạo cho anh một bằng chứng ngoại phạm. Sau đó, Satoru tìm kiếm Akemi và định đến gần để đẩy bà xuống cầu thang, nhưng bị Kenya ngăn lại, cậu đã thuyết phục anh chọn một hành động khác. Thay vào đó, Satoru quyết định "bắt cóc" Kayo với sự cho phép của cô, đưa cô đến một chiếc xe buýt bỏ hoang để trốn trong vài ngày cho đến khi cô được xác nhận là an toàn. Tuy nhiên, vào đêm 3 tháng 3, một kẻ đột nhập không xác định đã vào xe buýt trong khi Kayo đang ngủ. |                                       |                  |                 |                          |
| 8 | "Vòng xoắn" "Rasen" (螺旋)            | Kosaya           | Yasunaga Yutaka | Ngày 26 tháng 2 năm 2016 |
| Kayo tìm cách trốn khỏi kẻ đột nhập đã chạy thoát khỏi xe buýt, để lại dấu chân trên chiếc hộp hắn mà hắn đạp phải. Tối hôm sau, khi Yashiro đi cùng với một số người từ Trung tâm Tư vấn Trẻ em để điều tra nhà của Kayo, Kayo nói với Satoru và những người khác về kẻ đột nhập đêm hôm trước. Nhìn vào một chiếc ba lô bị bỏ lại, họ tìm thấy những công cụ mà Satoru nhận ra là những thứ dùng để vu khống cho Yuuki về vụ giết người, cũng như một chiếc bánh được cho là của kẻ giết người. Nhận ra mình vẫn đang mắc kẹt trong các vụ giết người bắt cóc, Satoru đưa Kayo qua đêm tại nhà anh, nơi Sachiko đã mong đợi họ. Ngày hôm sau, Kayo có bữa sáng nấu tại nhà đầu tiên trong đời, khiến cô bắt đầu khóc. Satoru và Sachiko sau đó đi cùng Kayo trở về nhà cô để nói chuyện với Akemi. |                                       |                  |                 |                          |
| 9 | "Kết thúc" "Shūmaku" (終幕)           | Itō Tomohiko     | Kishimoto Taku  | Ngày 4 tháng 3 năm 2016  |
| Khi Akemi phản ứng dữ dội với những lời buộc tội của Satoru và Sachiko, cô bị Yashiro và các chuyên gia tư vấn bắt quả tang, họ cho rằng Kayo từng bị giam giữ. Ngay khi Akemi chuẩn bị xông vào cảnh sát, bà bị người mẹ ghẻ lạnh của mình tiếp cận, người đã hối hận vì không thể hỗ trợ Akemi sau khi ly hôn người chồng vũ phu và tự mình nuôi nấng Kayo, khiến Akemi phải than vãn về hành động của mình. Khi Kayo đi sống với bà ngoại, Satoru chuyển sự chú ý của mình sang hai nạn nhân tiềm năng khác; Sugita Hiromi, bạn cùng lớp của anh ấy, và Nakanishi Aya, một học sinh từ trường lân cận. Trong khi để mắt đến cả Hiromi và Aya, Satoru phát hiện ra một đống kẹo trong xe của Yashiro khi được ông đưa về nhà. Sau đó, Satoru đi cùng Kenya và Hiromi để kiểm tra xe buýt, nội dung ở đó đã bị gỡ bỏ. |                                       |                  |                 |                          |
| 10 | "Vui vẻ" "Kanki" (歓喜)               | Shikama Takahiro | Kishimoto Taku  | Ngày 11 tháng 3 năm 2016 |
| Satoru và những người bạn của mình tiếp cận Aya, và mặc dù có một số kháng cự ban đầu, cô bắt đầu tham gia cùng họ tại nơi ẩn náu của họ. Sau đó, Satoru đã nói bóng gió với Yanagihara Misato, người đã thu mình kể từ khi bị buộc tội bắt nạt Kayo. Cô dường như đã chạy đi mất sau khi đi vệ sinh. Satoru sau đó nhận thấy một chiếc xe tải thuộc gia đình Yuuki rời khỏi hiện trường và anh yêu cầu Yashiro đi theo nó trong xe của mình. Trên đường đi, Yashiro tiết lộ mình là kẻ giết người và ông nhận ra rằng Satoru là người cản trở kế hoạch của ông. Ông giải thích rằng ông đã sử dụng Misato làm mồi nhử để dụ Satoru vào chiếc xe bị đánh cắp, sau đó ông lăn xuống một hồ nước đóng băng, với Satoru bị mắc kẹt bên trong. |                                       |                  |                 |                          |
| 11 | "Tương lai" "Mirai" (未来)            | Hoshino Makoto   | Kishimoto Taku  | Ngày 18 tháng 3 năm 2016 |
| Sau nỗ lực giết chết anh của Yashiro, Satoru tỉnh dậy vào năm 2003 sau khi trải qua mười lăm năm hôn mê. Cơ thể anh tiếp tục phát triển và mẹ anh chăm sóc anh hàng ngày. Tuy nhiên, anh đã mất ký ức về các sự kiện trong quá khứ. Satoru được viếng thăm bởi Kenya và Hiromi, cũng như Kayo, người đã trở thành bà nội trợ với một đứa trẻ, và một số ký ức của anh bắt đầu quay trở lại. Sau đó, anh gặp một bệnh nhân ung thư bạch cầu tên Kumi, người sắp trải qua phẫu thuật, đồng thời gặp lại Yashiro, ông đã trở thành một chính trị gia. Hai ngày trước cuộc phẫu thuật của Kumi, Yashiro đưa Satoru lên sân thượng, nơi anh xác nhận những nghi ngờ của Yashiro rằng anh đã lấy lại được ký ức. |                                       |                  |                 |                          |
| 12 | "Kho báu" "Takaramono" (宝物)         | Ishii Toshimasa  | Kishimoto Taku  | Ngày 25 tháng 3 năm 2016 |
| Một đoạn hồi tưởng cho thấy ký ức của Satoru trở lại sau chuyến thăm từ Kayo, và anh nói với Kenya và Hiromi rằng Yashiro là kẻ giết người. Quay trở lại sân thượng, Yashiro tự hào rằng những tội ác trong quá khứ của ông đã vượt qua thời hiệu và ông không thể bị bắt. Ông tiết lộ rằng ông đã sắp xếp để giết Kumi bằng một IV nhỏ giọt và định đóng khung hình cho Satoru về tội giết người. Yashiro đe dọa sẽ ném Satoru từ trên mái nhà và khiến nó trông giống như một vụ tự sát. Tuy nhiên, Satoru cho rằng Yashiro bịp bợm, rằng Yashiro không thể sống thiếu anh. Điều này có vẻ đúng khi Yashiro ban đầu ngăn Satoru lăn chiếc xe lăn ra khỏi mái nhà. Tuy nhiên, Yashiro đã để Satoru thả và chuẩn bị tự sát. Sau đó ông phát hiện ra rằng Satoru đã bị bạn bè của mình để cho rơi xuống an toàn và cuối cùng Yashiro bị bắt vì tội giết người. Vài năm sau, Satoru đã trở thành một mangaka thành công. Một ngày nọ, Satoru bất ngờ gặp Airi dưới cùng một cây cầu nơi trước đây họ từng ngồi và nơi anh biến mất trong lần "Hồi sinh" cuối cùng. |                                       |                  |                 |                          |

### Phim người đóng chuyển thể
Một bộ phim điện ảnh người đóng chuyển thể từ Boku Dake ga Inai Machi có Tatsuya Fujiwara khi Satoru Fujinuma ra mắt tại các rạp chiếu phim trên khắp Nhật Bản vào ngày 19 tháng 3 năm 2016. Bài hát chủ đề là "Hear ~Shinjiaeta Akashi~" (Hear 〜信じあえた証〜 lit. Hear ~A proof that you could trust~) của Chise Kanna.
Vào tháng 3 năm 2017, Netflix đã công bố chuyển thể phim người đóng của loạt manga, được đồng sản xuất với Kansai TV. Sê- ri Netflix gốc được phát hành trên toàn thế giới vào ngày 15 tháng 12 năm 2017. Bộ web drama người đóng bao gồm toàn bộ manga và không xa rời nguyên tác, như anime và phim điện ảnh người đóng. Bộ phim có sự tham gia của Furukawa Yuki trong vai Fujinuma Satoru, 29 tuổi, Uchikawa Reo trong vai Satoru khi còn nhỏ và Yūki Mio trong vai Airi.

### Tiểu thuyết
Một cuốn tiểu thuyết ăn khách có tựa đề Boku Dake ga Inai Machi: Another Record, được viết bởi Ninomae Hajime, đã được đăng trên tạp chí tiểu thuyết kỹ thuật số hàng tháng của Kadokawa Bungei Kadokawa từ tháng 11 năm 2015 đến tháng 3 năm 2016. Một tập thu thập các chương đã được phát hành vào ngày 30 tháng 3 năm 2016.

## Đón nhận
Tập 4 đạt vị trí thứ 12 trên bảng xếp hạng truyện tranh Oricon hàng tuần  và tính đến ngày 15 tháng 6 năm 2014, đã bán được 73.983 bản.
Bộ truyện tranh đã đứng thứ mười sáu trên Kono Manga ga Sugoi 2014! Top 20 Manga cho khảo sát độc giả nam. Nó đã được đề cử cho Giải thưởng Độc giả Giải thưởng Văn hóa Tezuka Osamu lần thứ 18. Nó cũng được đề cử cho Manga Taishō lần thứ 7, nhận được 82 điểm và đứng thứ 2 trong số mười đề cử. Nó cũng được đề cử cho Manga Taishou lần thứ 8.
Các nhân viên tại manga-news.com đã cho phiên bản tiếng Pháp điểm 17,33 trên 20. Trên Manga Sanctuary, một trong những nhân viên đã cho điểm 8 trên 10.

## Liên kết ngoại
- Website chính thức (bằng tiếng Nhật)
- Official anime website
- Official live-action film website (bằng tiếng Nhật)
- Erased (manga) tại từ điển bách khoa của Anime News Network
- Bokudake ga inai machi (anime series) trên Internet Movie Database
- Bokudake ga inai machi (live-action series) trên Internet Movie Database